# موراوتسکه پاولوویتسه
موراوتسکه پاولوویتسه (به چکی: Moravecké Pavlovice) یک منطقهٔ مسکونی در جمهوری چک است که در ناحیه ژدار ناد سازاووو واقع شده‌است. موراوتسکه پاولوویتسه ۲٫۲۹ کیلومتر مربع مساحت و ۵۳ نفر جمعیت دارد و ۵۲۴ متر بالاتر از سطح دریا واقع شده‌است.